# Route magistrale 12 (Lituanie)
Pour les articles homonymes, voir A12 et Route 12.
La route A12 (Magistralinis kelias A12) est une route lituanienne reliant la Frontière lettonne à la frontière russe via Šiauliai. Elle mesure 185,968 km. Elle forme un tronçon central de la Route européenne 77.

## Tracé
- Joniškis
- Šiauliai
- Kelmė
- Griniai (lt)
- Tauragė
- Panemunė